# Louis Mitgau
Louis Mitgau, geboren als August Wilhelm Carl Ludwig Mitgau (* 21. Juli 1831 in Gandersheim; † 18. Februar 1912 in Braunschweig), war ein deutscher Ingenieur und Baurat.

## Leben und Werk
Ludwig Mitgau wurde als Sohn eines Justizamtmannes in Gandersheim geboren, das damals zum Herzogtum Braunschweig gehörte. Ab dem 10. Lebensjahr besuchte er ein humanistisches Gymnasium und anschließend ein Realgymnasium in Braunschweig.
1848 begann Mitgau am Collegium Carolinum, dem Vorläufer der heutigen Technischen Universität Braunschweig, ein Studium der technischen Wissenschaften und des Maschinenbaus. Nach Abschluss seines Studiums arbeitete er unter anderem bei der Herzoglich Braunschweigischen Staatseisenbahn sowie in der Maschinenfabrik des Hüttenwerks Zorge. Im Herbst 1854 ging er auf Veranlassung der Braunschweigischen Regierung nach Berlin, um in der Hoppeschen Maschinenfabrik eine weitere Ausbildung zu durchlaufen, 1862 gefolgt von der Entsendung zur Weltausstellung nach London.
Am 1. April 1869 trat der Ingenieur in den Dienst der Stadt Braunschweig und wurde bald „technischer Dirigent der städtischen Gas- und Wasserwerke“. 1874 ließ er für das Gaswerk in der Straße Am Alten Bahnhof einen Erweiterungsbau errichten. Im selben Jahr war er Vorstandsmitglied des Vereins Deutscher Ingenieure (VDI). 1881 wurde Mitgau von der Stadt beauftragt, Vorschläge für eine Verbesserung der Trinkwasserversorgung auszuarbeiten. 1882 bis 1884 ließ er das Flusswasserwerk im Eisenbahnpark erweitern. Nach seinen Plänen entstand von 1886 bis 1895 die moderne Kanalisation der Stadt Braunschweig mit einem Pumpwerk im Eichtal sowie der Nutzung des Gutes Steinhof mit den dort angelegten Braunschweiger Rieselfeldern zur naturnahen Abwasserbehandlung. 1888 folgte ein Neubau in der Taubenstraße, wo sich noch heute die Unternehmenszentrale von Braunschweiger Versorgungs-AG & Co. KG befindet. Am 1. April 1888 erhielt Mitgau eine Anstellung als Oberingenieur auf Lebenszeit. Wegen seiner Verdienste wurde ihm der Titel eines „Baurathes“ am 8. Mai 1897 verliehen. Gegen Ende des 19. Jahrhunderts verschlechterte sich die Versorgung der Stadt Braunschweig mit Trinkwasser zunehmend, da dessen Qualität stetig abnahm. Die zahlreichen Zuckerfabriken in Stadt und Herzogtum Braunschweig leiteten ihre Abwässer direkt und unbehandelt in die Oker, die Braunschweig durchfloss. Zudem schwankte der Pegel der Oker jahreszeitlich bedingt stark. Mitgau und sein Ingenieurkollege Wilhelm Clauß forderten daher, die Wasserversorgung der Bevölkerung über Grundwasser sicherzustellen. Bohrungen nach Mitgaus Plänen im Bereich des Dowesees führten schließlich 1902 zur Anlage des Trink- und Brauchwasserwerks am Bienroder Weg. Der Wasserturm auf dem Giersberg regelte die Versorgung innerhalb der Stadt. Das alte Wasserwerk diente fortan für Notfälle.
Mitgaus Arbeiten zur Verbesserung der Wasserqualität und -versorgung sowie zur Entsorgung städtischer Abwässer war Ende des 19. Jahrhunderts so bekannt, dass der Direktor des Pariser Tiefbauamtes eine Broschüre Mitgaus ins Französische übersetzen ließ.
1901 wurde Mitgau in Ruhestand versetzt. Er starb 1912 an einem Schlaganfall und wurde auf dem Braunschweiger Hauptfriedhof beigesetzt.
Louis Mitgau hatte 1859 Annette Hoffmann, Tochter des Oberhütteninspektors aus Zorge geheiratet, mit der er die beiden Kinder Louis († 1946) und Martha hatte. Ihm zu Ehren wurde die Mitgaustraße im Nördlichen Ringgebiet von Braunschweig nach ihm benannt.

## Schriften (Auswahl)
- Atlas enthaltend das Project für den östlichen äusseren Stadtheil. (= Canalisation der Stadt Braunschweig. Atlas). Zwissler, Wolfenbüttel 1877, OCLC 251220002.
- Bericht über die in Berlin, Amsterdam, Rochdale, Manchester, Croydon, Leamington und Abingdon eingeführten Systeme der Städtereinigung. Haering, Braunschweig 1880, OCLC 238821475 (online).
- Die Entwässerungsanlagen und Rieselfelder (mit 2 Plänen). In: Rudolf Blasius (Hrsg.): Braunschweig im Jahre MDCCCXCVII. Festschrift den Theilnehmern an der LXIX Versammlung Deutscher Naturforscher und Aerzte. Meyer, Braunschweig 1897, S. 352–362.